# 1712 w literaturze
Wydarzenia literackie w 1712 roku.

## nowe książki

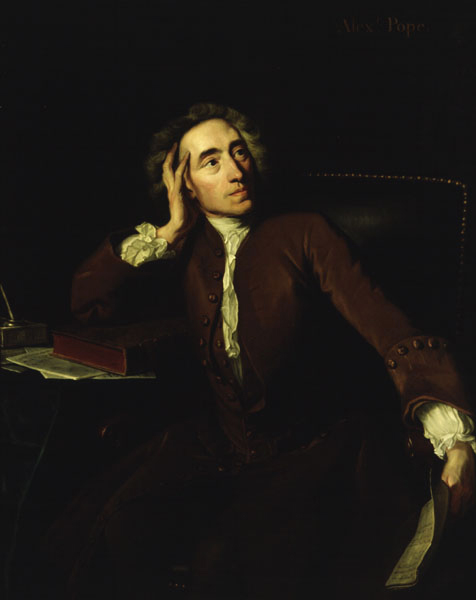
Alexander Pope

- Alexander Pope The Rape of the Lock